# Testo unico
Un testo unico (abbreviato in T.U.), nel diritto italiano, è una raccolta di norme che disciplinano una determinata materia.
Fino al 1988 erano emanati con decreto del Presidente della Repubblica ma, dallo stesso anno e dopo la promulgazione della legge 23 agosto 1988, n. 400, debbono essere emanati con decreto legislativo.

## Descrizione e caratteristiche
Con tale atto viene raccolta tutta la normativa su un determinato argomento, si sostituisce e si coordinano i vari di provvedimenti legislativi che, accavallandosi in sequenza, potrebbero portare scarsa chiarezza nella ricerca e nell'applicazione; nella fattispecie ad esempio, leggi susseguitesi nel tempo che modificavano altre leggi, e/o introducevano nuove norme sulla materia; altre leggi che si affiancavano alle precedenti aggiungendovi norme.
I testi unici possono limitarsi a ricomprendere le norme esistenti oppure possono sostituirsi alle norme che recano. Nel primo caso è detto di tipo compilativo, ha perciò la caratteristica di accomunare in un solo corpo testuale tutta la disciplina su una materia, nel secondo caso è detto "normativo" in quanto il testo unico stesso si sostituisce alla norma da applicare; tale tipo è stato introdotto dalla la legge 8 marzo 1999, n. 50 che consente inoltre al governo italiano di trasformare le leggi in norme regolamentari emendabili senza il passaggio parlamentare per l'approvazione di una legge delega (in questo caso è detto anche di delegificazione). Infine vi può essere un tipo di testo detto misto poiché oltre a contenere leggi, presenta anche norme secondarie di tipo regolamentare circa l'applicazione delle prime.
Circa la loro emanazione, la Corte costituzionale della Repubblica Italiana, con la sentenza 10 aprile 1957, n. 10 aveva affermato che il testo unico predisposto in base a delega legislativa è un vero e proprio decreto legislativo, che ha quindi forza di legge.

## Tipi

### Testi unici legislativi
- Testo unico della legge sugli ufficiali ed agenti di pubblica sicurezza emanato con regio decreto 31 agosto 1907 n. 690;
- Testo unico delle leggi sul Consiglio di Stato, approvato con RD 26 giugno 1924, n° 1054;
- Testo unico delle leggi di pubblica sicurezza (anche noto come TULPS), approvato con RD 18 giugno 1931, n° 773;
- Testo unico delle leggi sulla pesca, approvato con RD 8 ottobre 1931, n° 1604;
- Testo unico delle leggi sull'istruzione superiore approvato con R.D. 31 agosto 1933, n. 1592;
- Testo unico sull'ordinamento dell'Avvocatura dello Stato, approvato con RD 30 ottobre 1933, n° 1612;
- Testo unico delle leggi sulle acque e sugli impianti elettrici, approvato con RD 11 dicembre 1933, n° 1775;
- Testo unico delle leggi sulla Corte dei Conti, approvato con RD 12 luglio 1934, n° 1214;
- Testo unico sulle leggi sanitarie, approvato con RD 27 luglio 1934, n. 1265;
- Testo unico su sequestro, pignoramento e cessione degli stipendi dei pubblici dipendenti, approvato con DPR 5 gennaio 1950, n° 180;
- Testo unico degli impiegati civili dello Stato, approvato con DPR 10 gennaio 1957, n° 3;
- Testo unico elettorale della Camera dei deputati, approvato con DPR 30 marzo 1957, n° 361;
- Testo unico sull'assicurazione degli infortuni sul lavoro, approvato con DPR 30 giugno 1965, n° 1124;
- Testo unico dell'imposta sul valore aggiunto, approvato con DPR 26 ottobre 1972, n° 633;[2]
- Testo unico in materia doganale, approvato con DPR 23 gennaio 1973, n° 43.
- Testo unico in materia postale, approvato con DPR 29 marzo 1973, n° 156;
- Testo unico delle leggi sugli interventi nel Mezzogiorno approvato con DPR 6 marzo 1978, n° 218;
- Testo unico in materia di pensioni di guerra, approvato con DPR 23 dicembre 1978, n°915;
- Testo unico delle disposizioni sulla promulgazione delle leggi, approvato con DPR 28 dicembre 1985, n° 1092;
- Testo unico delle disposizioni concernenti l'imposta di registro, approvato con DPR 26 aprile 1986, n° 131;
- Testo unico delle imposte sui redditi, approvato con DPR 22 dicembre 1986, n° 917;
- Testo unico delle leggi in materia di disciplina degli stupefacenti e sostanze psicotrope, prevenzione, cura e riabilitazione dei relativi stati di tossicodipendenza, approvato con DPR 9 ottobre 1990, n° 309;
- Testo unico dell'imposta sulle successioni e donazioni, approvato con D. Lgs. 31 ottobre 1990, n° 346;
- Testo unico delle disposizioni concernenti le imposte ipotecaria e catastale, approvato con D. Lgs. 31 ottobre 1990 n° 347;
- Testo unico delle leggi in materia bancaria e creditizia, approvato con D. Lgs. 1º settembre 1993, n° 385;
- Testo unico elettorale del Senato della Repubblica, approvato con D. Lgs. 20 dicembre 1993, n° 533;
- Testo unico delle disposizioni legislative in materia di istruzione, approvato con D. Lgs. 16 aprile 1994, n° 297;
- Testo unico delle imposte sulla produzione e sui consumi, approvato con D. Lgs. 26 ottobre 1995, n° 504;
- Testo unico delle disposizioni in materia di intermediazione finanziaria, approvato con D. Lgs. 24 febbraio 1998, n° 58;
- Testo unico delle disposizioni concernenti la disciplina dell'immigrazione e norme sulla condizione dello straniero, approvato con D. Lgs. 25 luglio 1998, n. 286;
- Testo unico sull'ordinamento degli enti locali, approvato con D. Lgs. 18 agosto 2000, n. 267;
- Testo unico delle disposizioni legislative in materia di tutela e sostegno della maternità e della paternità, approvato con D. Lgs. 26 marzo 2001, n° 151;[3]
- Testo unico sul pubblico impiego, approvato con D. Lgs. 30 marzo 2001, n° 165;
- Testo unico della radiotelevisione, approvato con D. Lgs. 31 luglio 2005, n° 177;
- Testo unico in materia ambientale, approvato con D. Lgs. 3 aprile 2006, n° 152;
- Testo unico sulla sicurezza sul lavoro, approvato con D. Lgs. 9 aprile 2008, n° 81.[4]
- Testo unico sulle società a partecipazione pubblica, emanato con d.lgs. 19 agosto 2016, n. 175

### Testi unici misti
- Testo unico in materia di documentazione amministrativa, approvato con DPR 28 dicembre 2000, n° 445;
- Testo unico in materia di espropriazione per pubblica utilità, approvato con DPR 8 giugno 2001, n° 327;
- Testo unico delle disposizioni legislative e regolamentari in materia edilizia, approvato con DPR 6 giugno 2001, n° 380;
- Testo unico in materia di circolazione dei cittadini UE, approvato con DPR 18 gennaio 2002, n. 54, abrogato e sostituito dal D. Lgs. n. 30/2007;
- Testo unico in materia di spese di giustizia, approvato con DPR 30 maggio 2002, n° 115;
- Testo unico in materia di casellario giudiziario, approvato con DPR 14 novembre 2002, n° 313;
- Testo unico in materia di debito pubblico, approvato con DPR 30 dicembre 2003, n° 398;
- Testo unico in materia di foreste e filiere forestali emanato con d.lgs. 3 aprile 2018, n. 34.